# Landkreis Waldeck-Frankenberg
Landkreis Waldeck-Frankenberg – powiat w Niemczech, w kraju związkowym Hesja, w rejencji Kassel. Siedzibą powiatu jest miasto Korbach.

## Podział administracyjny
Powiat składa się z:
- 13 miast (Stadt)
- ośmiu gmin (Gemeinde)

Miasta:
| Lp. | Nazwa miasta       | Ludność (30 czerwca 2010) | Powierzchnia km² |
| --- | ------------------ | ------------------------- | ---------------- |
| 1   | Bad Arolsen        | 16 177                    | 126,32           |
| 2   | Bad Wildungen      | 17 396                    | 120,08           |
| 3   | Battenberg (Eder)  | 5510                      | 64,73            |
| 4   | Diemelstadt        | 5392                      | 82,58            |
| 5   | Frankenau          | 3368                      | 57,29            |
| 6   | Frankenberg (Eder) | 18 858                    | 124,87           |
| 7   | Gemünden (Wohra)   | 3938                      | 58,67            |
| 8   | Hatzfeld (Eder)    | 3236                      | 58,51            |
| 9   | Korbach            | 23 780                    | 123,98           |
| 10  | Lichtenfels        | 4151                      | 96,73            |
| 11  | Rosenthal          | 2194                      | 51,54            |
| 12  | Volkmarsen         | 6833                      | 67,47            |
| 13  | Waldeck            | 7197                      | 115,73           |

Gminy:
| Lp. | Nazwa gminy        | Ludność (30 czerwca 2010) | Powierzchnia km² |
| --- | ------------------ | ------------------------- | ---------------- |
| 1   | Allendorf (Eder)   | 7.471                     | 77,02            |
| 2   | Burgwald           | 4.886                     | 41,29            |
| 3   | Diemelsee          | 5.049                     | 121,70           |
| 4   | Edertal            | 6.603                     | 115,72           |
| 5   | Haina (Kloster)    | 3.619                     | 91,28            |
| 6   | Twistetal          | 4.537                     | 74,00            |
| 7   | Vöhl               | 6.055                     | 98,81            |
| 8   | Willingen (Upland) | 6263                      | 80,19            |

## Współpraca
Miejscowości partnerskie powiatu:
- Charlottenburg-Wilmersdorf, Berlin

## Zmiany administracyjne
- 1 stycznia 2023
  - rozwiązanie wspólnoty administracyjnej Allendorf (Eder)-Bromskirchen
  - przyłączenie gminy Bromskirchen do gminy Allendorf (Eder)